# Баук
Баук је биће из митологије Јужних Словена, које је нарочито заступљено у митологији Срба. Са њиме су се некада плашила мала дјеца.

## Етимологија назива
Ријеч баук се у неким крајевима користи као синоним везан за пауке и косце. Глагол бауљати, која означава неспретан ход, долази од имена овог митолошког бића. Ономатопеја која се користи за ријеч баук је бау, а еуфемизам ове ријечи је баја.

## Опис баука у митологији и народним предањима
Баук је описан као застрашујуће створење које неспретно корача и крије се на тамним местима (у рупама или напуштеним кућама) гдје чека да зграби, однесе и прождере своју жртву. Једини начин на који се баук може отјерати је са јаким светлом и буком.

## Могуће објашњење овог митолошког бића
Интерпретација баукових особина наводи на закључак да је баук у ствари опис евроазијског мрког медвједа (лат. Ursus arctos arctos) - подврсте мрког медвједа која је већ била изловљена у неким дијеловима Србије и познати само као биће из легенди. Сама ријеч баук је првобитно била коришћена као хипокоризам за медвједа.

## У популарној култури
- Баук се користи као превод енглеске ријечи goblin у српским издањима дјела Џ. Р. Р. Толкина, која су први превели Мери и Милан Милишић[2];
- Баук се такође користи као превод енглеског надимка the Imp за Тириона Ланистера у српском издању „Пјесме леда и ватре”, које је превео Никола Пајванчић[3];
- Баук се још користи и као превод енглеске ријечи огр у серијалу цртаних филмова Шрек[4].